# Linophrynidae
Los linofrínidos (Linophrynidae) son pequeños peces lofiformes de las profundidades marinas, el género Linophyrne viene del griego "sapo que caza con red". Una de varias familias de los peces anzuelo, los Linophrynidae no están bien estudiados y solo a una especie se le ha dado un nombre común: el diablo con red, Borophryne apogon. Por esta razón, el nombre "diablo con red" a veces se puede referir a cualquier linofrínido. Se conocen 27 especies repartidas en cinco géneros diferentes, distribuidas por las aguas tropicales y subtropicales de todos los océanos. 
- Datos: Q741320
- Multimedia: Linophrynidae / Q741320
- Especies: Linophrynidae